# バトルランナー
『バトルランナー』（Battle Runner, 原題: The Running Man）は、リチャード・バックマンが1982年に出版した小説。
原作はリチャード・バックマン名義だが、実際は『スタンド・バイ・ミー』『グリーンマイル』などの代表作を持つスティーヴン・キングである。この辺の事情は当該人物の項を参照のこと。

## ストーリー
西暦2025年、世界は荒廃していた。アメリカは巨大な管理国家と化し、都市には失業者があふれていた。そんな彼らの娯楽といえば、絶えず流されている無料視聴テレビ「フリテレ」で流される残酷なクイズやゲームの番組だけだった。
失業者のひとり、ベン・リチャーズは家族を救うため、難病の娘の治療費を捻出するために、やむなくTV出演に応募する。選抜の末、出演することになったのは、最高の視聴率を誇る人気番組「ランニングマン」。それは全米を巨大なゲームフィールドにした「人間狩り」だった。逃げ延びている1時間ごとに100ドルの賞金を得られ、1ヶ月逃げ通せれば更に10億ドルのボーナス賞金が与えられる。もし捕まればテレビカメラの前で容赦なく殺される。出演者は定期的に自分の姿をビデオで撮影し、撮影したテープを放送スタジオへ投函しなければならない。このテープはもちろん放送される。そして、視聴者による目撃報告、捕獲も可能で、その視聴者に報奨金が支払われる。文字通りのデスレースである。全視聴者を敵にまわしながら、ベンはこの殺人ゲームの出演者として逃げ続けることになるのだった。
ベンは放送スタジオのあるニューヨークで変装の道具と偽の身分証明書を取得し、ボストンへと逃げる。ボストンでハンターの追跡をかわしたベンはギャングのブラッドリーから政府のやり口を知ると共に、反政府ネットワークの存在を知る。反政府ネットワークの協力を得てマンチェスターからポートランドへ逃げたベンはブラッドリーに紹介されたエルトン宅に潜伏させてもらい、3日間の安寧を得る。しかし、ハンターがブラッドリーを拷問にかけたことと、エルトンの母親が通報したことから、再び逃亡の旅となる。アメリア・ウィリアムズという女性の自動車をカージャックしたベンは、デリーを通過し、メイン州を逃げ続け、空港に向かった。
空港で警官とハンターの妨害をかわし、逆にハンターのチーフであるエヴァン・マッコーンを捕えたベンは飛行機で飛び立ち、地対空ミサイルでの撃墜を避けるために低空飛行を続ける。この時点で、ベンの逃亡開始から8日5時間。ランニングマン生存記録を更新していた。
番組プロデューサーのダン・キリアンはベンにマッコーンの代わりにハンターのチーフになることを持ちかける。残してきた家族のことを心配して躊躇するベンに、キリアンは、10日も前に（ベンが番組出演のために家を出た後）3人組の強盗に惨殺されたことを伝える。ベンはキリアンの提案を受け入れると返答し、マッコーンを殺すが、マッコーンの反撃で重傷を負う。
人質にして付き合わせたアメリアをパラシュートで脱出させると、死にゆくベンは最後の力を振り絞って、飛行機をキリアンのいる放送スタジオのあるビルに向けて突っ込ませた。
物語は、「20ブロック離れた地域にも火の雨が降った」という記述で幕を閉じる。

## 登場人物
ベン / ベンジャミン・スチュアート・リチャーズ
本作の主人公。通称ベン。28歳。病で死にかかっている1歳6ヶ月の娘と（ベンが失業中なため）街娼をして娘の薬代を稼いでいる妻がいる。娘の薬代を稼ぐためにTV出演に応募した。
ブラッドリー・スロックモートン
18歳の黒人青年。逃亡中のベンを手助けする。
エルトン・パラキス
ブラッドリーが紹介したポートランド在住の友人。エルトンの母が「息子のために」と通報したため、ベンを助けるべくハンターと闘って命を落とす。
アメリア・ウィリアムズ
ベンが車を奪って人質とした女性。既婚で6歳の娘がいる。
エヴァン・マッコーン
「ランニングマン」のハンターのチーフ。縁なし眼鏡をかけた腹の突き出た小男だが、視聴者には広く知られており、「悪い子はエヴァン・マッコーンに連れて行ってもらう」というのが子供を叱る時の慣用句となっている。
ダン・キリアン
「ランニングマン」のエグゼクティブ・プロデューサーを勤める黒人男性。

## 映像化
1987年にアーノルド・シュワルツェネッガー主演で映画化された。映画と原作では内容が異なっている。当時人気のあった番組『ザ・グラディエーターズ』のパロディが作中の番組のベースとなっている。
2025年11月7日にグレン・パウエル主演で「ランニング・マン」として映画化が予定されている（日本公開は2026年1月30日）。